# Miemo
Miemo (già Castrum Miemi) è una frazione del comune italiano di Montecatini Val di Cecina, nella provincia di Pisa, in Toscana.

## Geografia fisica
Il borgo di Miemo è situato a oltre 400 m d'altitudine, in posizione collinare in una falda tra il poggio Prugnolaie (443 m) e le alture sud-occidentali del poggio Mela (655 m), comprendenti i rilievi di poggio alla Trave (618 m), poggio Castellacci (647 m) e poggio Acqua Bianca (587 m). Presso il centro abitato ha origine il borro di Miemo, che va ad immettersi nello Sterza poco a nord, mentre ad oriente nasce il torrente Lupicaia, un affluente del Cecina.
La frazione è nota per la presenza di un minerale che porta il nome di "miemite", una varietà di magnesio.

### Clima
Dati:https://www.sir.toscana.it/
| Miemo              | Gen | Feb  | Mar  | Apr  | Mag  | Giu  | Lug  | Ago  | Set  | Ott  | Nov  | Dic  |
| ------------------ | --- | ---- | ---- | ---- | ---- | ---- | ---- | ---- | ---- | ---- | ---- | ---- |
| T. max. media (°C) | 9,9 | 10,7 | 13,7 | 17,2 | 21,0 | 24,7 | 28,1 | 28,2 | 25,0 | 20,2 | 15,3 | 11,0 |
| T. min. media (°C) | 4,1 | 4,7  | 6,9  | 9,8  | 13,0 | 16,2 | 19,0 | 19,1 | 16,4 | 12,3 | 8,1  | 4,9  |

## Storia
Il borgo nacque come castello nel periodo alto-medievale: viene ricordato in un atto del 16 novembre 1108 nel quale Gualando del fu Saracino cedette al vescovo Rogerio di Volterra metà di quel castello e della corte. Il castello di Miemo fu tra i beni concessi al vescovo Ildebrandino Pannocchieschi da Enrico VI nel 1186, finché non perse l'autonomia quando venne ingolobato definitivamente nel comune di Volterra sul volgere del XIII secolo.
In seguito alla battaglia di Montecatini, una convenzione del 21 maggio 1316 stipulata tra Volterra e Pisa stabilì la demolizione delle fortificazioni di Miemo.
Il borgo conobbe un periodo di forte declino, dai 131 abitanti nel 1551 si passò ai 49 del 1745. Soltanto al volgere del XVIII secolo, sotto il granduca Leopoldo I, Miemo ebbe un periodo di ripresa. Nel 1845 erano censiti 237 abitanti.

## Monumenti e luoghi d'interesse
- Chiesa di Sant'Andrea Apostolo, chiesa parrocchiale della frazione. Ricordata già nel XIV secolo, fu ricostruita dai Lorena sul finire del XVIII secolo.[2]
- Castello di Miemo

## Galleria d'immagini

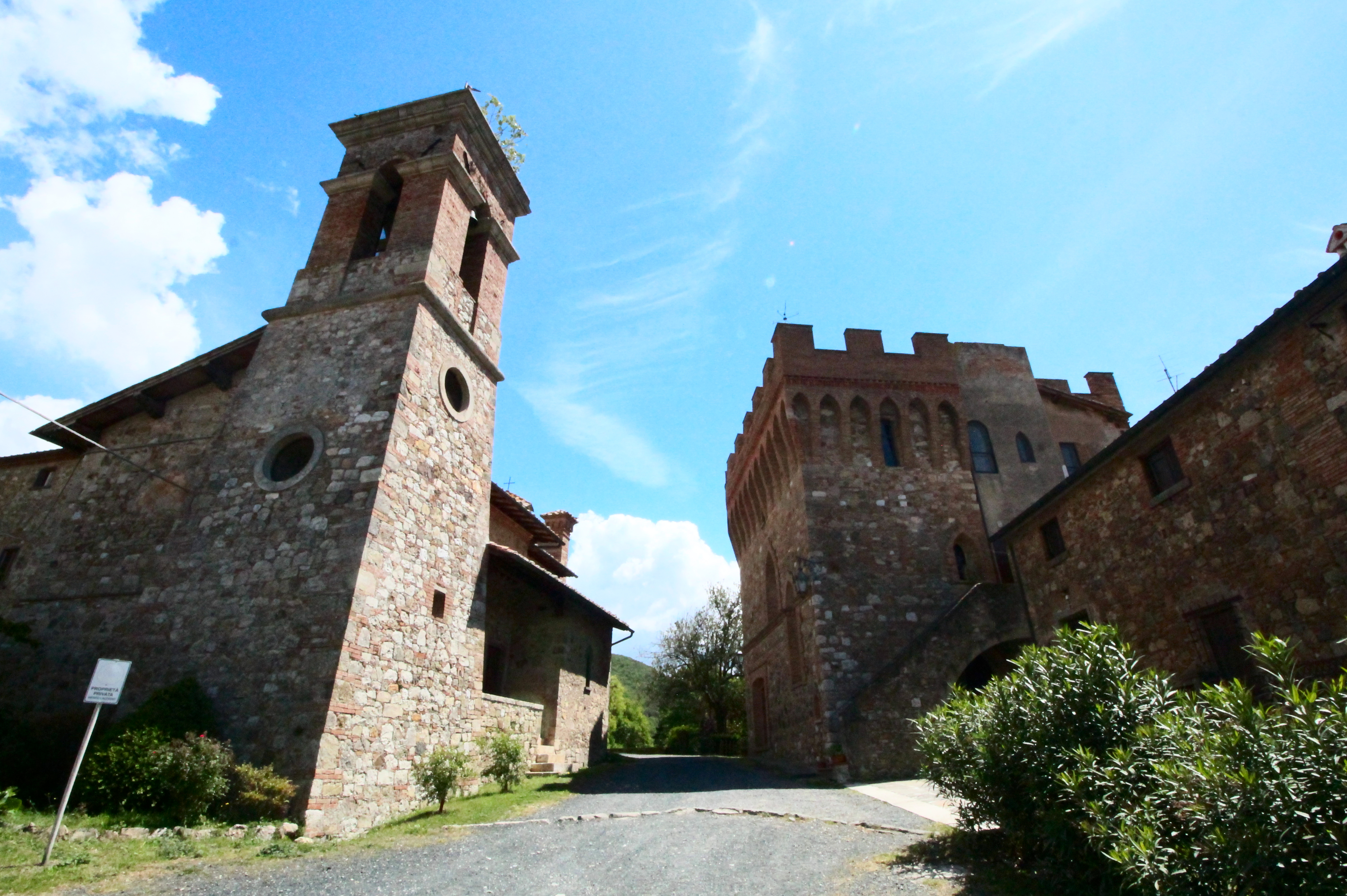
Il borgo con chiesa e castello
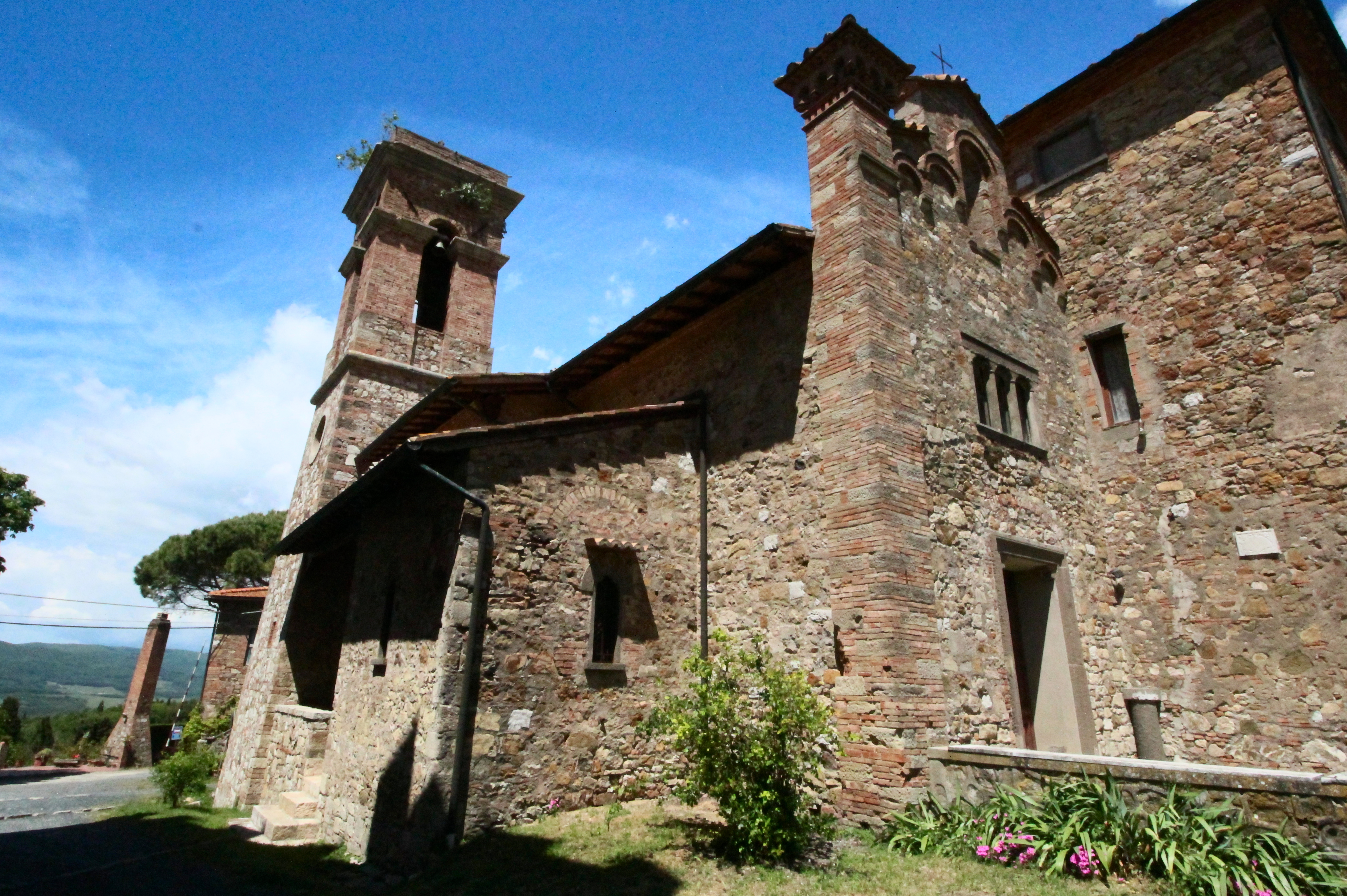
La chiesa di Sant'Andrea Apostolo